# Gabarevo, Stara Zagora
Gabarevo (în bulgară Габарево) este un sat în comuna Pavel Banea, regiunea Stara Zagora,  Bulgaria. 

## Demografie
Componența etnică a satului Gabarevo
     Nicio identificare (6,79%)
     Romi (1,78%)
     Turci (53,97%)
     Bulgari (36,14%)
     Altele (1,3%)
La recensământul din 2011, populația satului Gabarevo era de 1.458 locuitori. Din punct de vedere etnic, majoritatea locuitorilor (53,97%) erau turci, existând și minorități de bulgari (36,14%) și romi (1,78%). Pentru 6,79% din locuitori nu este cunoscută apartenența etnică.